# Il caso Minamata
Il caso Minamata (Minamata) è un film del 2020 diretto da Andrew Levitas.
La pellicola, adattamento cinematografico dell'omonimo libro di Aileen Mioko Smith e William Eugene Smith, narra le vicende di quest'ultimo, fotografo documentarista statunitense, interpretato da Johnny Depp.

## Trama
1971, il celebre fotografo di guerra William Eugene Smith, col tempo diventato un misantropo alcolizzato, cerca di convincere il direttore della rivista Life Robert Hayes ad indagare sull'avvelenamento da mercurio degli abitanti di Minamata, vicenda portata alla sua attenzione da un'appassionata traduttrice giapponese, Aileen.
Smith si convince a partire e a fare del suo meglio per portare agli occhi dell'opinione pubblica mondiale gli effetti devastanti dell'avidità aziendale, complice la polizia locale e il governo. Armato solo della sua fotocamera contro una potente società, Smith deve conquistare la fiducia della comunità distrutta e scattare le immagini che porteranno questa storia al mondo.

## Produzione
Il 23 ottobre 2018 viene annunciato il film, diretto da Andrew Levitas con protagonista Johnny Depp nei panni di William Eugene Smith.
Le riprese del film si sono svolte in Giappone, Serbia e Montenegro.

## Promozione
Il primo trailer del film è stato diffuso l'8 ottobre 2020.

## Distribuzione
Il film è stato presentato il 21 febbraio 2020 alla 70ª edizione del Festival internazionale del cinema di Berlino.
In Italia è stato trasmesso per la prima volta il 17 settembre 2021 su Sky Cinema Uno.

## Casi mediatici
Nell'agosto 2021 Johnny Depp ha dichiarato di temere che l'industria di Hollywood volesse boicottare questo film a causa delle sue vicissitudini legali e private.